# 모래알처럼
모래알처럼(渚のシンドバッド: Like Grains Of Sand)은 일본에서 제작된 하시구치 료스케 감독의 1995년 영화이다. 오카다 요시노리 등이 주연으로 출연하였고 하야시 카즈오 등이 제작에 참여하였다.

## 출연

### 주연
- 오카다 요시노리
- 쿠사노 코우타
- 하마사키 아유미

### 조연
- 타카다 쿠미
- 조방호
- 야마구치 코우지
- 하카마다 요시히코
- 야마구치 미야코
- 네기시 토시에
- 무라이 쿠니오